# Guopasjaure
Guopasjaure är en sjö i Arjeplogs kommun i Lappland och ingår i Skellefteälvens huvudavrinningsområde. Sjön har en area på 1,01 kvadratkilometer och ligger 444 meter över havet.

## Delavrinningsområde
Guopasjaure ingår i det delavrinningsområde (734406-157065) som SMHI kallar för Utloppet av Guopasjaure. Medelhöjden är 475 meter över havet och ytan är 13,34 kvadratkilometer. Det finns inga avrinningsområden uppströms utan avrinningsområdet är högsta punkten. Vattendraget som avvattnar avrinningsområdet har biflödesordning 4, vilket innebär att vattnet flödar genom totalt 4 vattendrag innan det når havet efter 290 kilometer. Avrinningsområdet består mestadels av skog (63 procent) och sankmarker (26 procent). Avrinningsområdet har 1,01 kvadratkilometer vattenytor vilket ger det en sjöprocent på 7,6 procent.